# Pterioidea
Super-famille
Pterioidea est une super-famille de mollusques bivalves, de l'ordre des Pterioida.

## Systématique
La super-famille des  Pterioidea a été décrite par le zoologiste britannique John Edward Gray en 1847.

### Taxinomie
Selon World Register of Marine Species (13 mars 2018) :
- famille Isognomonidae Woodring, 1925 (1828) -- huîtres encroûtantes
- famille Malleidae Lamarck, 1818 -- huîtres marteaux
- famille Margaritidae Blainville, 1824 -- huîtres perlières
- famille Pteriidae Gray, 1847 (1820) -- huîtres ailées
- famille Pulvinitidae Stephenson, 1941 (monotypique)
- famille Vulsellidae Gray, 1854 -- crénatules
- famille Bakevelliidae W. King, 1850 †
- famille Cassianellidae Ichikawa, 1958 †
- famille Kochiidae Frech, 1891 †
- famille Pergamidiidae Cox, 1964 †
- famille Plicatostylidae Lupher & Packard, 1929 †
- famille Pterineidae Meek, 1864 †
- famille Vlastidae Neumayr, 1891 †

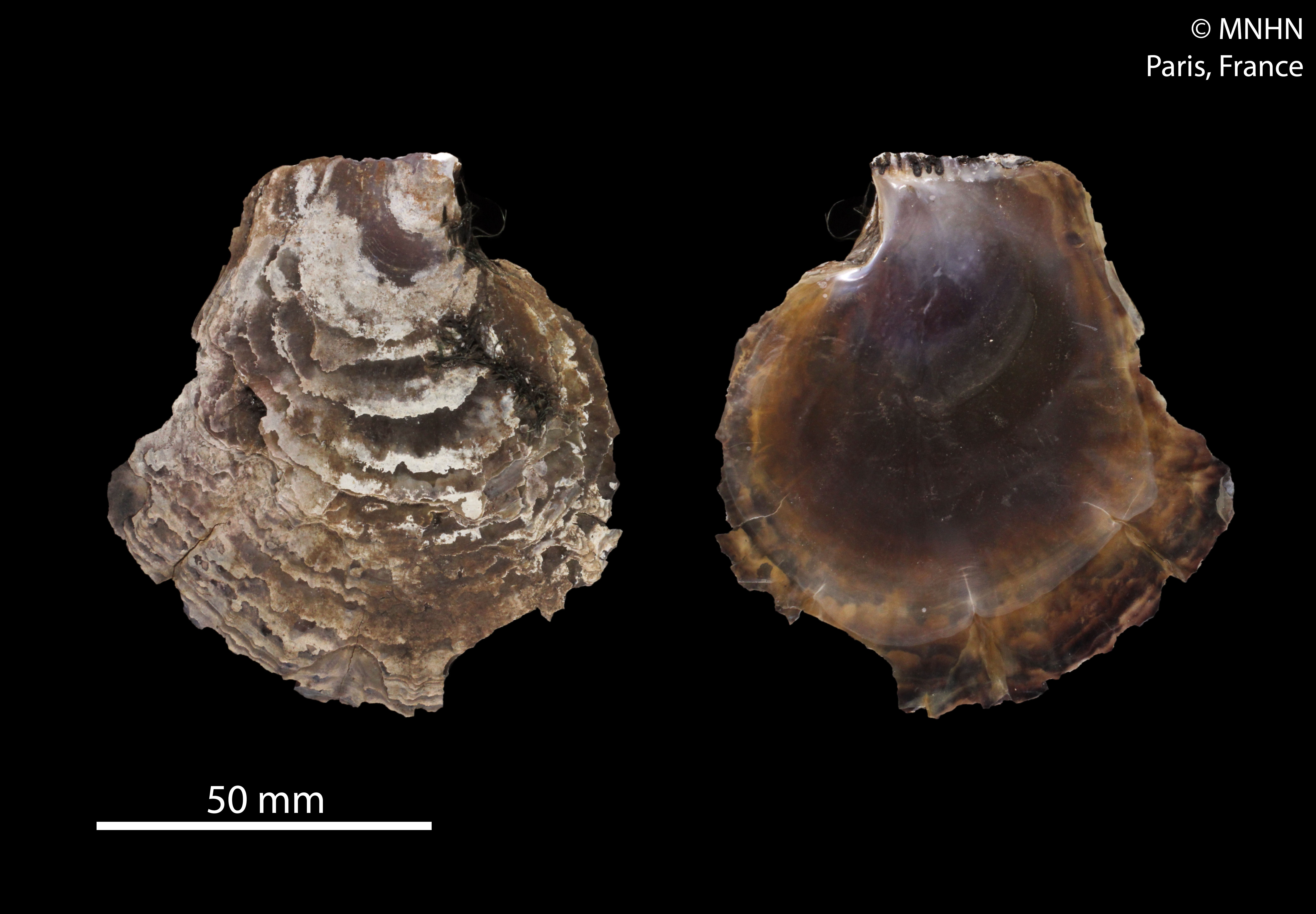
Isognomon ephippium (Isognomonidae)
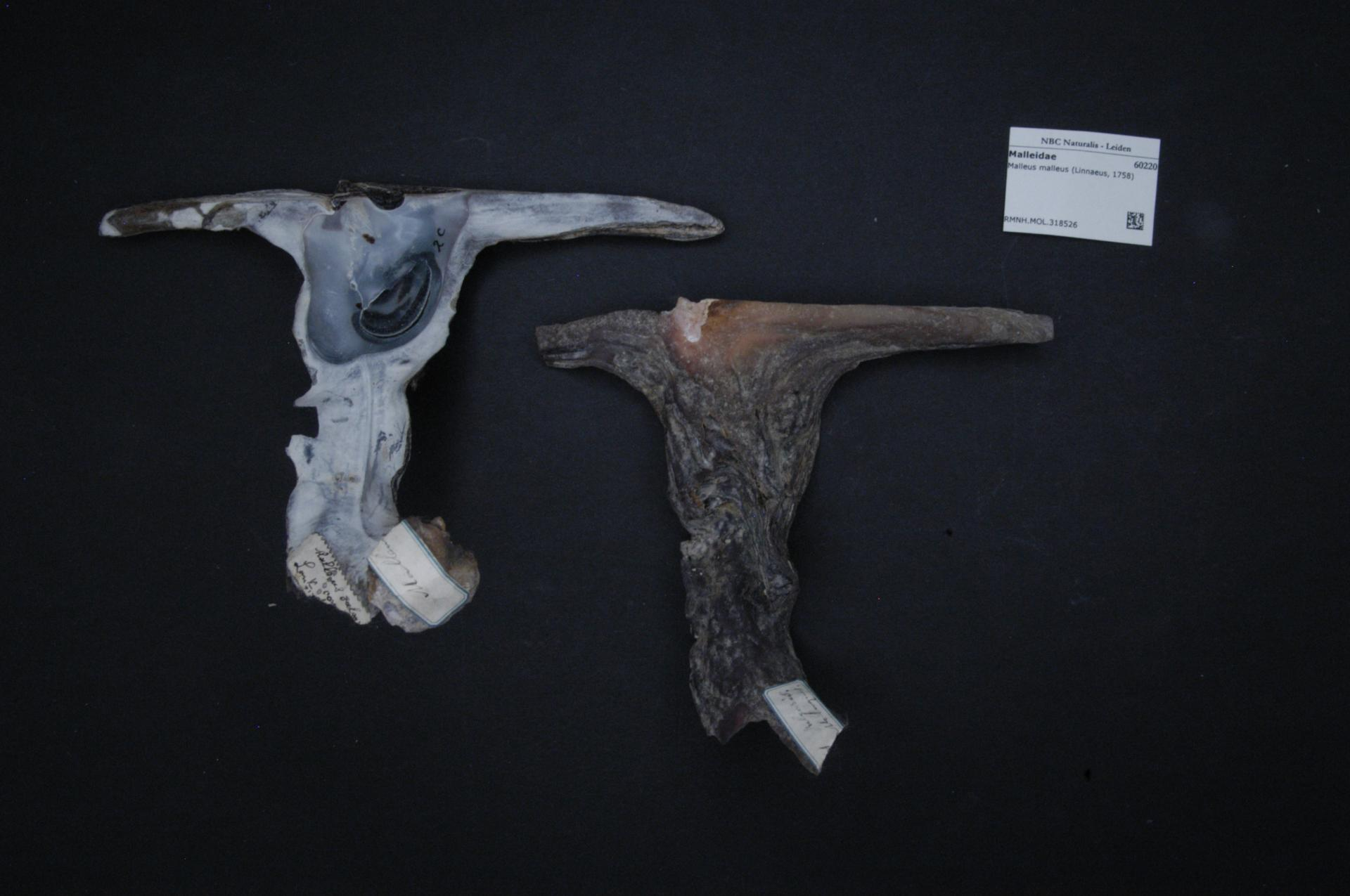
Malleus malleus (Malleidae)
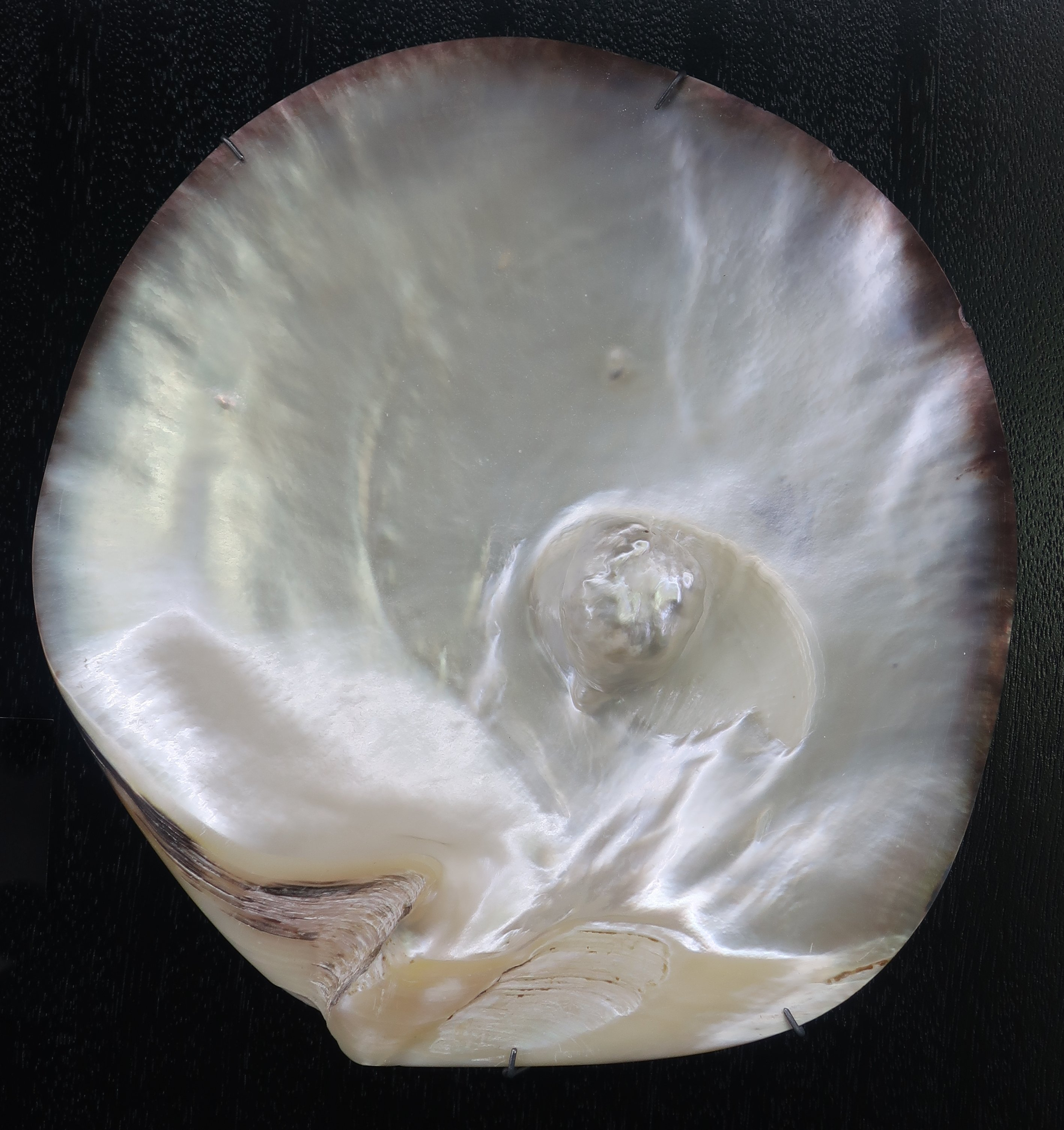
Pinctada margaritifera (Margaritidae)
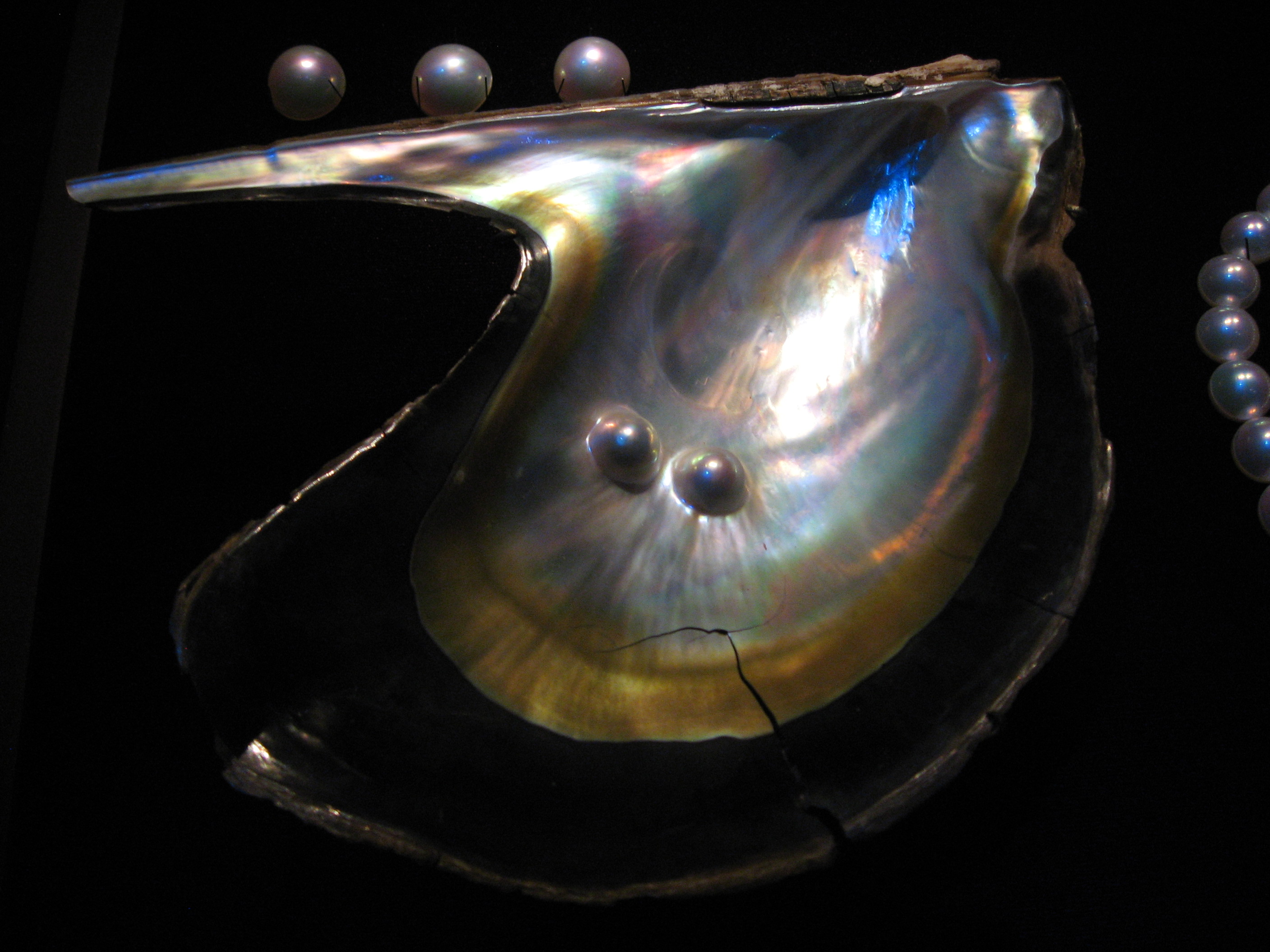
Pteria penguin (Pteriidae)
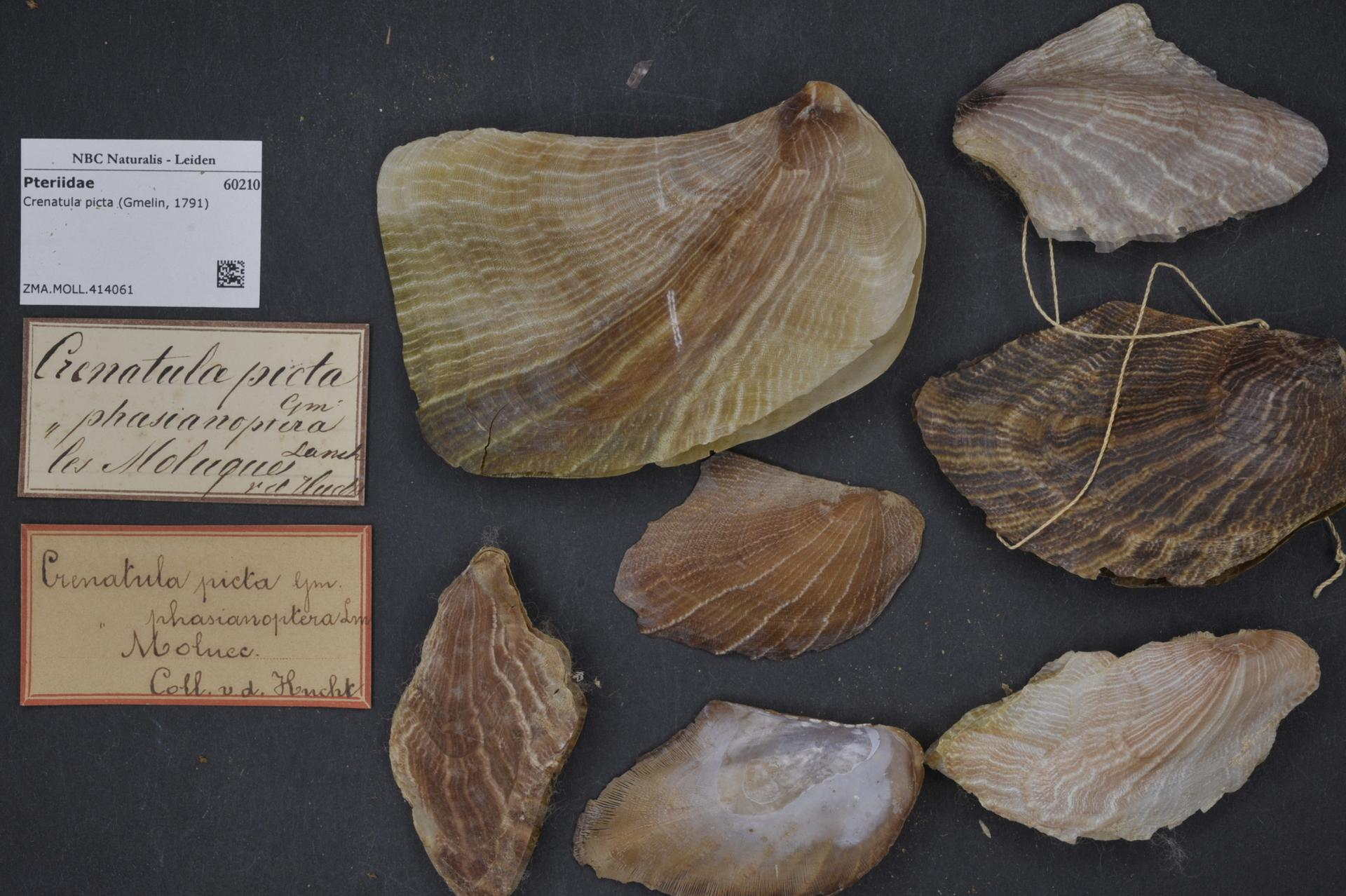
Crenatula picta (Vulsellidae)
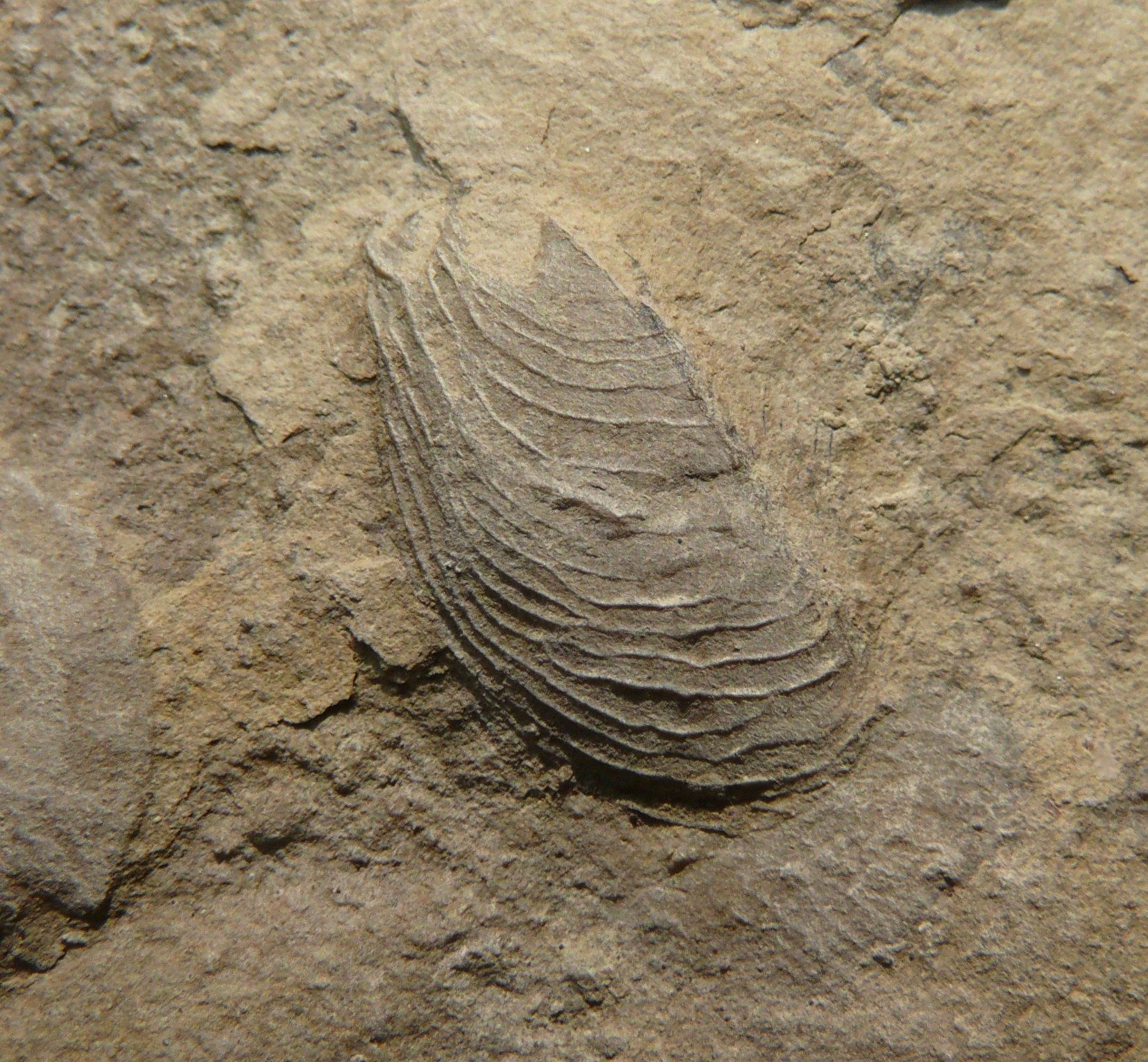
Fossile de Bakevellia costata (Bakevelliidae)